# Кеезом, Виллем Хендрик
Виллем Хендрик Ке́езом (произносится «Кэйсом») (1876—1956) — нидерландский физик, член Нидерландской АН (1924).

## Биография
В 1900—1909 гг. работал в Лейденском университете, в 1909—1923 гг. в университете в Утрехте (с 1918 г. — профессор), в 1923—1945 гг. — профессор Лейденского университета и директор (с 1926 г.) криогенной лаборатории.
Работы по физике низких температур и химии изотопов. Выполнил измерения температуры кипения жидкого гелия, упругости его паров, диэлектрической проницаемости, поверхностного натяжения, теплопроводности, теплоты плавления, сжимаемости, вязкости. Определил температуру кипения гелия в 4,126 К. В 1926 г. получил гелий в твердом состоянии. В 1928 г. совместно с М. Вольфке при температуре 2,19 К открыл в жидком гелии фазовый переход II рода, свидетельствующий о существовании у жидкого гелия двух состояний: гелий в состоянии выше температуры перехода называется гелий I, ниже точки перехода — гелий II.
В 1932 г. совместно с К. Клузиусом обнаружил аномалии в температурной зависимости удельной теплоемкости жидкого гелия и установил существование точки, где происходит скачок теплоемкости (λ-точка). В 1931—1932 гг. откачкой паров жидкого гелия получил температуру 0,71 К. В 1928 г. построил энтропийную диаграмму жидкого гелия. Исследовал уравнение состояния жидкого гелия и в 1933 г. впервые получил изотермы ρ—р-диаграммы. В 1935 г. совместно с дочерью впервые обнаружил необычайно высокую теплопередачу через узкие теплопроводы, заполненные гелием II (аномально высокую теплопроводность гелия II). В 1938 г. получил рентгенограмму отдельного кристалла твердого гелия при температуре 1,45 К и давлении 37 атм. Экспериментально доказал возможность обогащения изотопов методом фракционной перегонки.